# Zainab Abdulkadir Kure
 Hajiya Zainab Abdulkadir Kure (sinh ngày 24 tháng 11 năm 1959) được bầu làm Thượng nghị sĩ cho khu vực bầu cử phía Nam của bang Niger, Nigeria, nhậm chức vào ngày 29 tháng 5 năm 2007. Bà là thành viên của Đảng Dân chủ Nhân dân (PDP).
Kure có bằng Cử nhân Khoa học Chính trị tại Đại học Ahmadu Bello, Zaria năm 1984. Bà làm việc như một công chức ở bang Nigeria trước khi ra tranh cử thượng viện, và vươn lên vị trí thư ký thường trực. Chồng bà Abdulkadir Kure là thống đốc bang Nigeria ở Nigeria từ ngày 29 tháng 5 năm 1999 đến ngày 29 tháng 5 năm 2007 
Sau khi được bầu, bà được bổ nhiệm vào các ủy ban về Kế hoạch Quốc gia, Thị trường Vốn và Nông nghiệp. Trong một đánh giá giữa kỳ của Thượng nghị sĩ vào tháng 5 năm 2009, ThisDay lưu ý rằng bà đã tài trợ cho Dự luật Ủy ban Phát triển và Dự trữ chăn thả quốc gia, 2008 và Dự luật Ủy ban xóa đói giảm nghèo quốc gia, 2008. Tờ báo cho biết bà đã đóng góp rất nhiều cho các cuộc tranh luận trong toàn thể, và rất tích cực và tập trung vào công việc của ủy ban.